# Солер-Эспиноса, Сильвия
Сильвия Солер Эспиноса (исп. Silvia Soler Espinosa; род. 19 ноября 1987 года в Эльче, Испания) — испанская теннисистка; победительница одного турнира WTA в парном разряде.

## Общая информация
Сильвия родилась в семье заводского рабочего и домохозяйки. Родители и привели её в теннис, когда взяли дочь с собой в клуб, где сами играли по выходным. У Сильвии есть две сестры — старшая Марисса и младшая Тони.
Испанка тренируется в теннисном центре в Барселоне, вместе с многими тогдашними лидерами этого спорта в своей стране: Марией Хосе Мартинес Санчес, Аранчей Паррой Сантонхой, Лурдес Домингес Лино и Нурией Льягостерой Вивес.
На корте Солер-Эспиноса предпочитает активные агрессивные действия с большим количеством подкруток мяча.
Любимым покрытием испанка называет грунт. Среди теннисных кумиров выделяет Штеффи Граф.

## Спортивная карьера
Первую победу на турнире цикла ITF Солер-Эспиноса одержала в ноябре 2007 года. В апреле 2009 года она дебютирует в основном туре WTA, попав в качестве Лаки-лузера на турнир в Марбелье. В июне 2011 года Сильвия смогла через квалификацию попасть на Открытый чемпионат Франции — первый в её карьере турнир серии Большого шлема в основной сетке. Следующим стал Открытый чемпионат США в августе того же года, где испанская теннисистка смогла выйти в третий раунд. В сентябре она победила на 100-тысячнике ITF в Софии и впервые поднялась в топ-100 мирового рейтинга.
В феврале 2012 года Солер-Эспиноса впервые выступила в составе сборной Испании в розыгрыше Кубка Федерации. В мае она смогла выйти в четвертьфинал турнира в Фесе. В августе испанка приняла участие в Олимпийских играх, где в первом же раунде проиграла Хезер Уотсон. На Открытом чемпионате США второй год подряд она вышла в третий раунд. В январе 2013 года на Открытом чемпионате Австралии она смогла выйти в четвертьфинал парного разряда в альянсе с Карлой Суарес Наварро. Первый полуфинал WTA в одиночном разряде пришелся на конец в феврале на грунтовом турнире в Акапулько. В апреле она сыграла в 1/4 финала турнира в Марракеше, а в июле в Палермо.
На Австралийском чемпионате 2014 года Солер-Эспиноса второй год подряд выходит в четвертьфинал в парном разряде. На этот раз в дуэте с Шахар Пеер. В конце февраля в альянсе с Франческой Скьявоне она вышла в парный финал турнира во Флорианополисе. В мае Сильвия вышла в финал и одиночных соревнований. Начав турнир в Страсбурге с квалификации, испанская теннисистка в итоге смогла обеспечить себе титульную встречу с пуэрториканкой Моникой Пуиг, которой она проиграла со счётом 4-6, 3-6. На кортах Ролан Гаррос в 2014 году Солер-Эспиноса показала лучший результат для себя и вышла в третий раунд. В июле у неё получилось выйти в полуфинал на грунтовом турнире в Бостаде. В августе совместно с Андреей Клепач она завоевала первый трофей WTA, выиграв парные соревнования в Нью-Хейвене.
На Открытом чемпионате Франции 2015 года Солер-Эспиноса смогла попасть в четвертьфинал парных соревнований в команде с соотечественницей Марией-Тересой Торро-Флор. В апреле 2016 года Сильвия вышла в свой второй в карьере финал WTA в одиночном разряде. Произошло это на турнире в Боготе, где она проиграла в решающем матче американке Ирине Фалькони — 2-6, 6-2, 4-6. В июле она смогла выиграть 60-тысячник ITF в Риме.
В 2019 году завершила профессиональную карьеру.

## Итоговое место в рейтинге WTA по годам
| Год  | Одиночный рейтинг | Парный рейтинг |
| 2019 | 656               |                |
| 2018 | 177               | 168            |
| 2017 | 223               | 94             |
| 2016 | 128               | 205            |
| 2015 | 142               | 71             |
| 2014 | 68                | 45             |
| 2013 | 82                | 48             |
| 2012 | 83                | 177            |
| 2011 | 82                | 454            |
| 2010 | 170               | 387            |
| 2009 | 183               | 321            |
| 2008 | 187               | 381            |
| 2007 | 309               | 429            |
| 2006 | 428               | 288            |
| 2005 | 484               |                |
| 2004 | 689               |                |
| 2003 | 958               |                |

## Выступления на турнирах

### Финалы турнировWTAв одиночном разряде (2)

#### Поражения (2)
| Легенда:                    |
| --------------------------- |
| Турниры Большого шлема (0*) |
| Олимпиада (0)               |
| Итоговый чемпионат года (0) |
| Premier Mandatory (0)       |
| Premier 5 (0)               |
| Premier (0+1)               |
| International (0)           |

| Титулы по покрытиям | Титулы по месту проведения матчей турнира |
| ------------------- | ----------------------------------------- |
| Хард (0+1*)         | Зал (0)                                   |
| Грунт (0)           | Зал (0)                                   |
| Трава (0)           | Открытый воздух (0+1)                     |
| Ковёр (0)           | Открытый воздух (0+1)                     |

* количество побед в одиночном разряде + количество побед в парном разряде.
| №  | Дата           | Турнир             | Покрытие | Соперница в финале | Счёт        |
| 1. | 24 мая 2014    | Страсбург, Франция | Грунт    | Моника Пуиг        | 4-6 3-6     |
| 2. | 17 апреля 2016 | Богота, Колумбия   | Грунт    | Ирина Фалькони     | 2-6 6-2 4-6 |

### Финалы турнировWTA 125иITFв одиночном разряде (10)

#### Победы (5)
| Легенда:                    |
| --------------------------- |
| WTA 125 (0*)                |
| 100.000 USD (1)             |
| 80.000 (75.000**) USD (0)   |
| 60.000 (50.000**) USD (1+2) |
| 25.000 USD (3)              |
| 15.000 (10.000**) USD (0)   |

** призовой фонд до 2017 года
| Титулы по покрытиям | Титулы по месту проведения матчей турнира |
| ------------------- | ----------------------------------------- |
| Хард (1*)           | Зал (1)                                   |
| Грунт (4+2)         | Зал (1)                                   |
| Трава (0)           | Открытый воздух (4+2)                     |
| Ковёр (0)           | Открытый воздух (4+2)                     |

* количество побед в одиночном разряде + количество побед в парном разряде.
| №  | Дата             | Турнир                     | Покрытие | Соперница в финале | Счёт            |
| 1. | 25 ноября 2007   | Белоура-Синтра, Португалия | Грунт(i) | Романа Янсен       | 6-1 6-2         |
| 2. | 27 сентября 2009 | Мадрид, Испания            | Хард     | Ирина Бурячок      | 6-3 6-4         |
| 3. | 26 июня 2010     | Гечо, Испания              | Грунт    | Сара Гронерт       | 6-2 6-1         |
| 4. | 18 сентября 2011 | София, Болгария            | Грунт    | Ромина Опранди     | 2-6 6-6 — отказ |
| 5. | 2 июля 2016      | Рим, Италия                | Грунт    | Лаура Поус-Тио     | 2-6 6-4 7-5     |

#### Поражения (5)
| №  | Дата             | Турнир             | Покрытие | Соперница в финале   | Счёт           |
| 1. | 3 августа 2008   | Виго, Испания      | Хард     | Неуза Силва          | 3-6 1-6        |
| 2. | 27 июня 2009     | Гечо, Испания      | Грунт    | Агустина Лепоре      | 7-6(3) 4-6 0-6 |
| 3. | 8 августа 2010   | Хехинген, Германия | Грунт    | Магда Линетт         | 5-7 6-3 2-6    |
| 4. | 25 сентября 2011 | Сен-Мало, Франция  | Грунт    | Сорана Кырстя        | 2-6 2-6        |
| 5. | 21 июня 2015     | Монпелье, Франция  | Грунт    | Лурдес Домингес Лино | 4-6 3-6        |

### Финалы турнировWTAв парном разряде (2)

#### Победы (1)
| №  | Дата            | Турнир          | Покрытие | Партнёрша     | Соперницы в финале                    | Счёт           |
| 1. | 24 августа 2014 | Нью-Хэйвен, США | Хард     | Андрея Клепач | Марина Эракович Аранча Парра Сантонха | 7-5 4-6 [10-7] |

#### Поражения (1)
| №  | Дата            | Турнир                  | Покрытие | Партнёрша          | Соперницы в финале                       | Счёт              |
| 1. | 28 февраля 2014 | Флорианополис, Бразилия | Хард     | Франческа Скьявоне | Анабель Медина Гарригес Ярослава Шведова | 6-7(1) 6-2 [3-10] |

### Финалы турнировWTA 125иITFв парном разряде (9)

#### Победы (2)
| №  | Дата           | Турнир                 | Покрытие | Партнёрша           | Соперницы в финале           | Счёт    |
| 1. | 18 июня 2017   | Барселона, Испания     | Грунт    | Монтсеррат Гонсалес | Юлия Глушко Присцилла Хон    | 6-4 6-3 |
| 2. | 15 апреля 2018 | Индиан-Харбор-Бич, США | Грунт    | Ирина Мария Бара    | Джессика Пегула Мария Санчес | 6-4 6-2 |

#### Поражения (7)
| №  | Дата            | Турнир               | Покрытие | Партнёрша                 | Соперницы в финале                         | Счёт           |
| 1. | 30 апреля 2006  | Торрент, Испания     | Грунт    | Карла Суарес-Наварро      | Екатерина Макарова Габриэла Веласко-Андреу | 4-6 2-6        |
| 2. | 17 июня 2006    | Гориция, Италия      | Грунт    | Матильда Муньос-Гонсалвес | Соледад Эсперон Шанель Схеперс             | 4-6 3-6        |
| 3. | 28 марта 2008   | Ла-Пальма, Испания   | Хард     | Эстрелья Кабеса-Кандела   | Юлия Бейгельзимер Штефани Фёгеле           | 5-7 6-7(5)     |
| 4. | 25 октября 2009 | Сен-Рафаэль, Франция | Хард(i)  | Маргалита Чахнашвили      | Стефани Форетц Клер Фёэрстен               | 6-7(4) 5-7     |
| 5. | 30 июля 2016    | Прага, Чехия         | Грунт    | Сара Соррибес Тормо       | Рената Ворачова Деми Схюрс                 | 5-7 6-3 [4-10] |
| 6. | 21 мая 2017     | Сен-Годенс, Франция  | Грунт    | Монтсеррат Гонсалес       | Хань Синьюнь Чжан Кайчжэнь                 | 5-7 1-6        |
| 7. | 10 июня 2018    | Бол, Хорватия        | Грунт    | Барбора Штефкова          | Ван Яфань Мариана Дуке Мариньо             | 3-6 5-7        |